# Ou Sampor (gmina)
Ou Sampor (khm. ឃុំអូរសំព័រ) – gmina (khum) w północno-zachodniej Kambodży, w południowo-zachodniej części prowincji Bântéay Méanchey, w dystrykcie Mălai. Stanowi jedną z 6 gmin dystryktu.

## Miejscowości
Na obszarze gminy położone są 4 miejscowości:
- Ou Sampor Moy
- Ou Sampor Pi
- Kbal Tomnob
- Bantey Tipi